# Cham dance

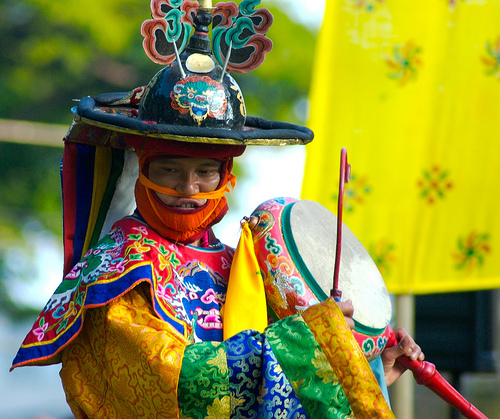
La danza del cappello nero (Shana Ngancham,, eseguita all'Honolulu Museum of Art.

La cham dance, è un vivace ballo in maschera e costume praticato da alcune sette di Buddismo tibetano. La danza è accompagnata da musica suonata dai monaci usando i tradizionali strumenti tibetani. Le danze spesso offrono istruzioni morali relative alla compassione per gli esseri senzienti e sono tenuti a portare meriti a tutti coloro che sono capaci di percepirli.
La danza Cham è considerata una forma di meditazione e un'offerta agli  dèi. Il leader del cham è tipicamente un musicista che tiene il tempo con qualche strumento a percussione come i piatti, l'unica eccezione essendo il Dramyin Cham, dove il tempo è ottenuto utilizzando il dramyin.

## Contenuto del Cham
I Chams spesso ritraggono episodi della vita di Padmasambhava, il maestro Nyingmapa del IX secolo, e altri santi.
Il grande dibattito del Consiglio di Lhasa tra i due dialettici principali, Moheyan e Kamalasila, è narrato e rappresentato in una specifica danza Cham che si tiene una volta ogni anno al Monastero Kumbum a Qinghai.

## Località

### Bhutan
In Bhutan le danze vengono eseguite durante l'annuale le festività religiose note come tshechu, tenute in ogni distretto. La danza è eseguita dai monaci, dalle monache e dagli abitanti del villaggio. La Royal Academy of Performing Arts è l'ente che si occupa di preservare e valorizzare la cultura delle danze cham.

### Tibet
I tibetani, normalmente, eseguono la danza cham di fronte a un grande pubblico in occasione del Monlam Prayer Festival.

### India
Le danze vengono eseguite nel Sikkim, Dharamsala e Ladakh nel corso delle feste culturali e religiose.